# IC 1089
IC 1089 је спирална галаксија у сазвјежђу Дјевица која се налази на листи објеката дубоког неба у Индекс каталогу.
Деклинација објекта је + 7° 7' 2" а ректасцензија 15h 7m 25,9s. Привидна величина (магнитуда) објекта IC 1089 износи 14,3 а фотографска магнитуда 15,1. IC 1089 је још познат и под ознакама CGCG 49-7, NPM1G +07.0372, PGC 53989.